# Witternesse

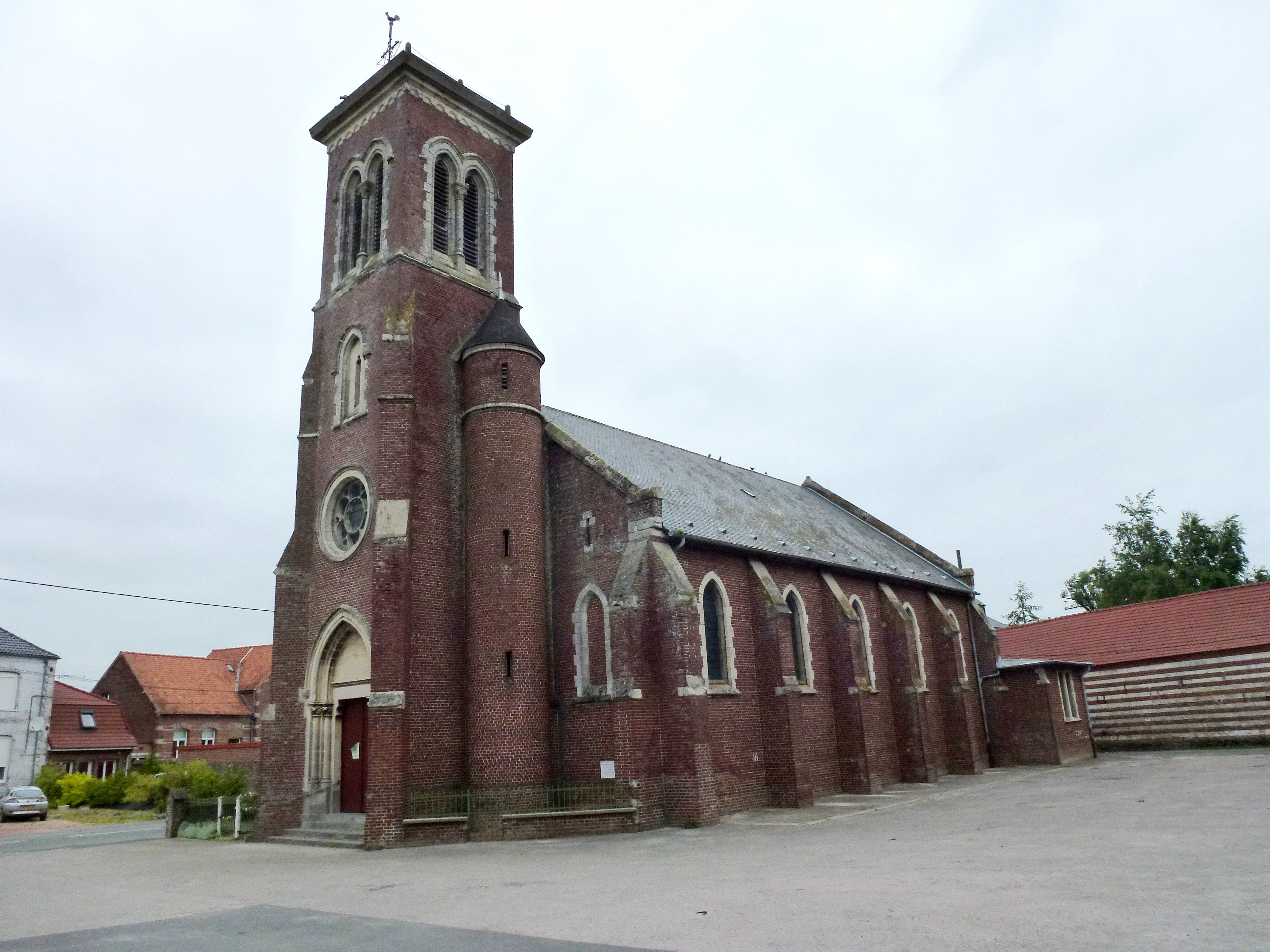
Sint-Maartenskerk

Witternesse (Nederlands: Witernes) is een gemeente in het Franse departement Pas-de-Calais (regio Hauts-de-France) en telt 556 inwoners (2004). De plaats maakt deel uit van het arrondissement Béthune.

## Geografie
De oppervlakte van Witternesse bedraagt 5,5 km², de bevolkingsdichtheid is 101,1 inwoners per km².
De onderstaande kaart toont de ligging van Witternesse met de belangrijkste infrastructuur en aangrenzende gemeenten.

## Bezienswaardigheden
- De Moulin de Witternesse, een watermolen op de Laquette
- De Sint-Maartenskerk (Église Saint-Martin) van de 16e en de 19e eeuw.
- Overblijfselen van de Sint-Andreaspriorij (Prieuré Saint-André)

## Demografie
Onderstaande figuur toont het verloop van het inwonertal (bron: INSEE-tellingen).